# Åbro Bryggeri

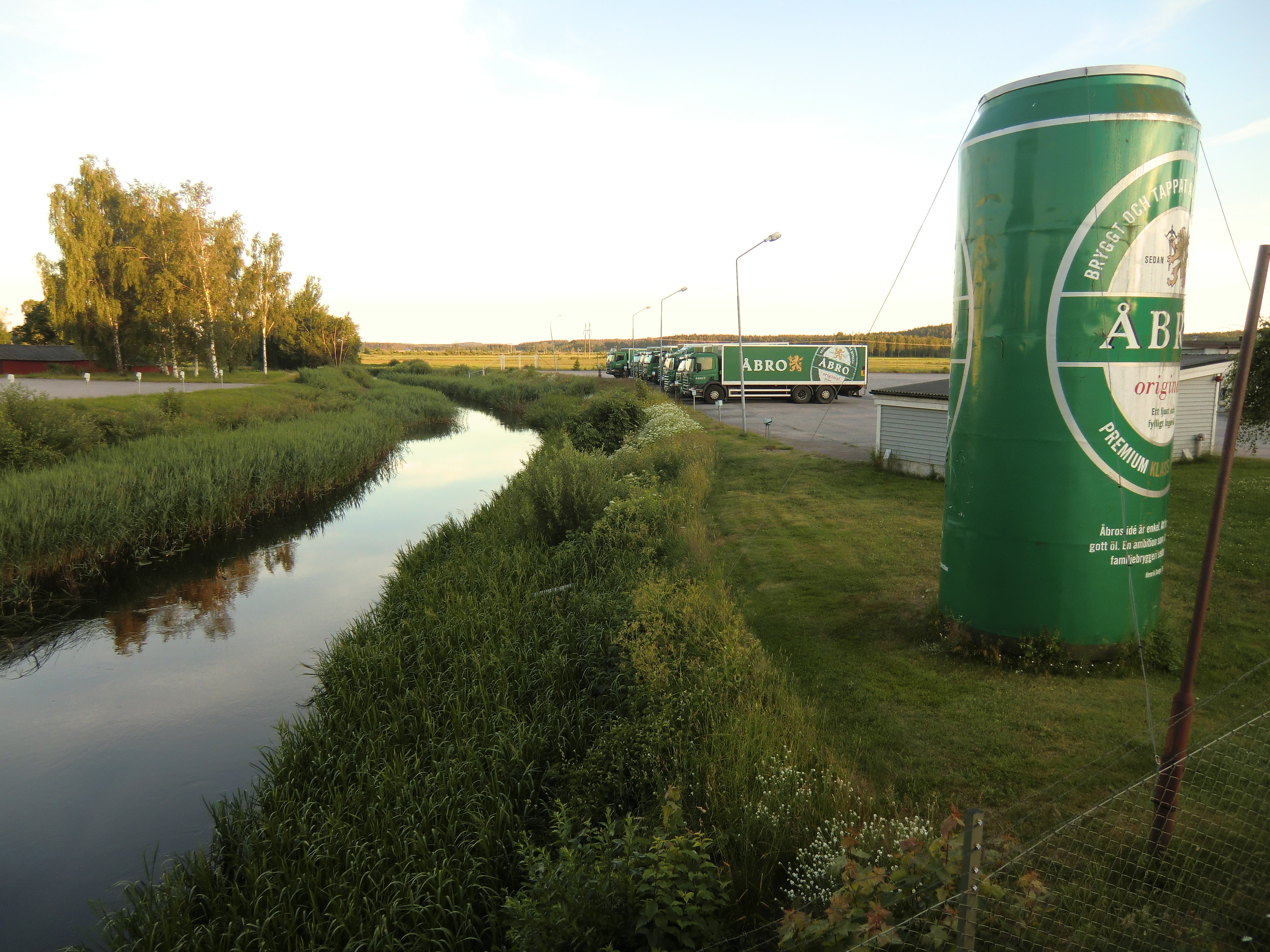
Åbro Bryggeri vid Stångån i Vimmerby

Åbro Bryggeri är ett bryggeri med anor från 1856 och med säte i Vimmerby. Omsättningen var 738 miljoner kronor 2010.

## Historik

### Första tiden
När löjtnant Per W. Luthander 1856 grundade Vimmerbys första bayerska bryggeri anställde han samtidigt den förste bryggmästaren Johan Dürst, som ursprungligen kom från Tyskland. Dürst stannade endast ett år i Vimmerby innan han flyttade tillbaka till Stockholm.
Luthander hade därefter P. A. Lundgaard som bryggmästare. 1863 såldes bryggeriet till bryggaren Anders Andersson, som själv var bryggmästare. Han bortarrenderade 1865–1868 bryggeriet till ett bolag av tre delägare som innehade det fram till 1868 då det såldes på konkursauktion efter Anders Anderssons sterbhus till J. E. Elsson.
Luthander själv flyttade 1855, 37 år gammal, med sin hustru och deras två små söner till Vimmerby från Näshult utanför  Vetlanda. Familjen bosatte sig vid Storgatan i det Hammarskjöldska huset och arrenderade året därpå gården Gustafsborg, som "låg utom Staden vid Åbro" vid Stångån. Samtidigt köpte han den byggnad nere vid ån där Bomans färgeri varit inhyst. Per W Luthander måste ha upptäckt – antingen innan han flyttade till Vimmerby eller efter ankomsten dit – att det fanns goda förutsättningar att starta ett bryggeri vid Åbro. En lämplig byggnad fanns invid en källa där man kunde hämta rent vatten, som var en förutsättning för att brygga ett gott öl.

### Familjen Johansson-Dunge tar vid
När Axel Herman Johansson anlände från Kalmar till Åbro Bryggeri 1889 inleddes samtidigt en period, som gör Åbro till Sveriges äldsta familjeägda bryggeri. Han var vid denna tid anställd av Oskarshamns Bryggeri, men arbetade som bryggmästare på Åbro Bryggeri, vilket då arrenderades av bryggeriet i Oskarshamn. Knappt tio år senare, 1898, förvärvade han Åbro bryggeri och gårdarna runt omkring.
Axel Herman Johansson hade lyckats ekonomiskt väl under sin första tioårsperiod i Vimmerby. Men trots att han formellt stod som ägare till Åbro Bryggeri fortsatte han sin anställning vid Oskarshamns Bryggeri. Axel Herman Johansson var alltså anställd och avlönad som platschef på det bryggeri han själv ägde. Detta förhållande gällde till år 1906 då han själv övertog hela driftsansvaret. Vid mitten av 1890-talet köpte han Gustafsborg och ändrade därvid namnet till "Åbro".
En historik i form av en Flash-version finns på Åbros hemsida.
Det är fjärde generationen som äger bolaget idag och vd är Henrik Dunge

## Dagens bryggeri
Åbro är ett av de minsta av Sveriges större bryggerier med en femteplats på Systembolagets lista. Produktionsvolymen uppgick 2018 till 56 miljoner liter, en marknadsandel på 6 procent totalt och 10 % av ölförsäljningen. Produkternas såldes då i 23 länder och bolaget hade total 226 anställda. Bryggmästare under tiden 1965-2005 var Albert Wiesgickl.

### Läsk och mineralvatten
I slutet av nittiotalet började läsksortimentet marknadsföras under namnet Läskfabriken i Vimmerby Läsk på glasflaska lanserades senare under namnet Alla tiders med etiketter med nostalgisk anstrykning.
Mineralvattensortimentet går sedan mitten av 1990-talet under namnet Hwila Vatten. Vattnet som blir till Hwila hämtas från en underjordisk källåder som rinner ner genom rullstensåsen i Vimmerby. Efteråt tillsätts mineralsalter och kolsyra. Hwila finns både som naturell och som Citron/Lime.

### Öl
Man tillverkar underjäst öl, huvudsakligen lageröl. Den största produkten är Åbro original som tillverkas i alla styrkor mellan 2,25% och 7,3%.

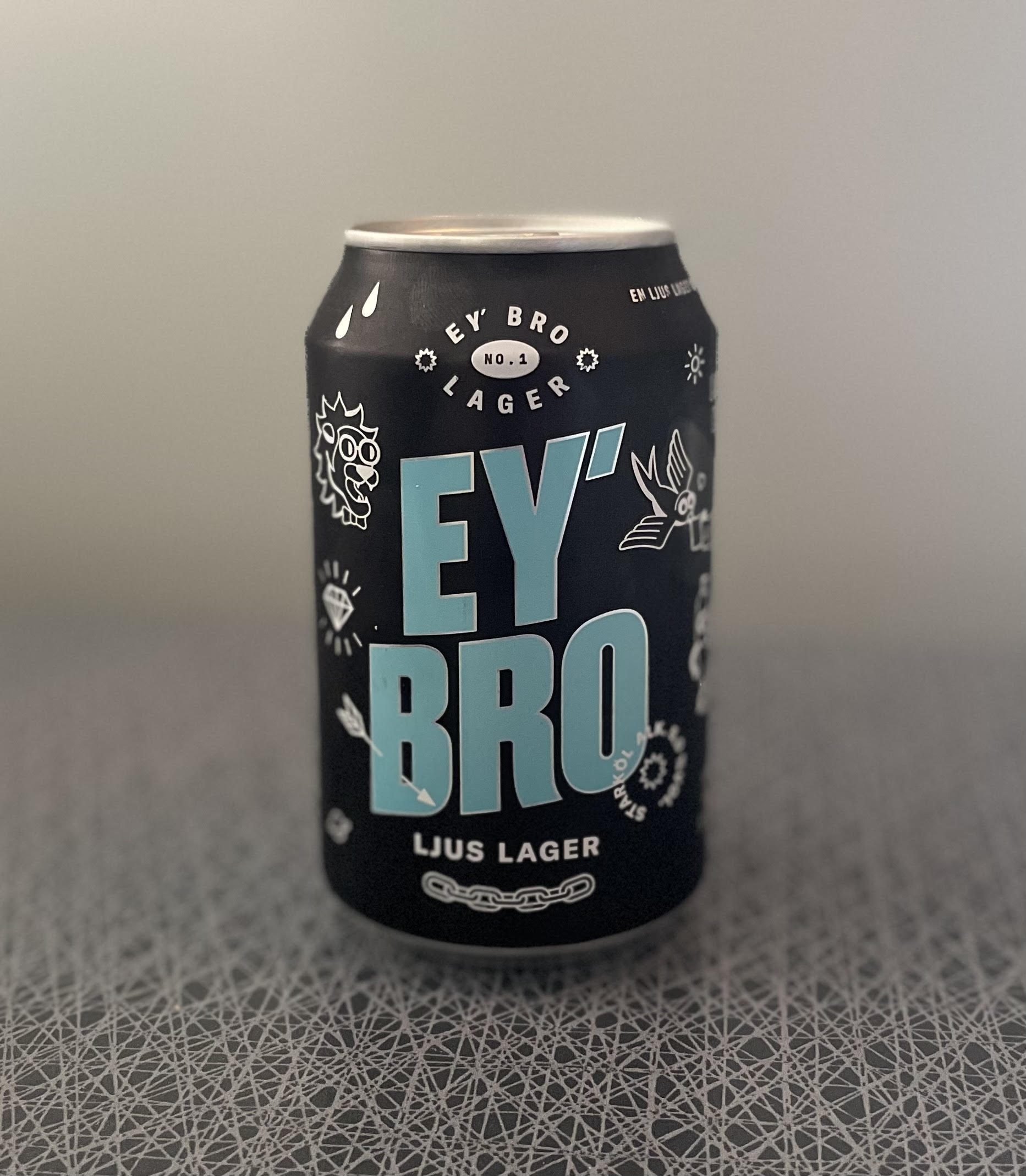
Ey' Bro.

Ey' Bro är en svensk lageröl med 5 % alkoholhalt.
Ölens namn är baserat på ett klipp från 2001 på rapparna Eminem och Proof när de var i Sverige under en turné. I klippet dricker rapparna Åbro-öl och försöker skämtsamt uttala namnet på engelska, vilket de då uttalar som "Ey' bro".

### Cider
Åbro har också en stor marknadsandel vad gäller cider, då med varumärket Rekorderlig Cider.
Rekorderlig Cider tillverkas sedan 1999 av Åbro Bryggeri. För att minska antalet vintransporter till cidertillverkningen har Åbro sedan 2017 även en ciderfabrik i anslutning till bryggeriet. Här tillverkas äppel- och päronvin. Vinet pumpas sedan i ledningar till bryggeriet för att bli cider.

### Besöksverksamhet
Bryggeriet arrangerar rundvandringar för besöksgrupper och har en engelsk pub och en tysk bierstube som är öppna för allmänheten.

### Samarbetspartner
Åbro var fram till 2017 en av AIK:s huvudsponsorer och officiell tröjsponsor. Detta har sin grund i att Åbros nuvarande verkställande direktör Henrik Dunge är en stor supporter av klubben. Han ligger också bakom riskkapitalbolaget Agent 03, som i många år har hjälpt AIK finansiera spelarköp och lån.